# ジョン・マンジェリ
ジョン・ジョセフ・マンジェリ（John Joseph Mangieri　1976年9月24日- ）はアメリカ合衆国出身のイタリアの野球選手。
ポジションは投手。右投右打。

## 経歴
1997年、MLBドラフト11巡目(全体330位)でニューヨーク・メッツから指名され入団。ルーキー級・ガルフ・コーストリーグ・メッツでプレー後、A-級・ピッツフィールド・メッツでプレー。
1998年はガルフ・コーストリーグでプレー。
1999年に米独立リーグ・ノーザンリーグに所属しているマサチューセッツ・マッドドッグスに移籍。
2000年、同リーグのニュージャージー・ジャッカルズに移籍。
2001年、米独立リーグ・アトランティックリーグのアトランティックシティ・サーフに移籍。
2002年、同リーグのペンシルベニア・ロード・ウォーリアーズに移籍。
2003年、同リーグのブリッジポート・ブルーフィッシュに移籍。
2004年、イタリアンベースボールリーグのT&Aサンマリノに移籍。5月29日に米独立リーグ・ノースイーストリーグのバンゴー・ランバージャックスに移籍。
2005年、サンマリノに復帰。
2006年、2006 ワールド・ベースボール・クラシックのイタリア代表に選出された。フロリダ・マーリンズとマイナー契約を結び、A+級・ジュピター・ハンマーヘッズでプレー。同年で引退。
2007年から2009年の2年間、母校のアーチビショップ・モロイ高等学校のコーチを務めた。